# Peter Menger
Peter Menger (* 17. September 1977 in Lahn-Gießen) ist ein deutscher Musiker, Komponist und Librettist. Er verfasste eine Vielzahl von Liedern und einige Musicals, die vor allem beim christlichen Verlag und Musiklabel Gerth Medien erschienen.

## Leben und Wirken
Peter Menger besuchte nach eigenen Angaben von 1984 bis 1988 die Ludwig-Uhland-Schule in Gießen und wechselte danach auf die dortige August-Hermann-Francke-Schule, die er 1997 mit der Allgemeinen Hochschulreife abschloss. Nach dem Zivildienst beim Malteser Hilfsdienst in Gießen begann er 1998 ein Studium der Humanmedizin an der Justus-Liebig-Universität Gießen (JLU), das er 2005 abschloss. Ab 2005 war er Assistenzarzt der Chirurgie im Evangelischen Krankenhaus Gießen. 2008 promovierte an der JLU Gießen.
Nach dem Abitur begleitete Menger zeitweise als Pianist den Chor Perspektiven. Dabei komponierte er über 200 Lieder und acht Musicals. 2016 stieg er mit seiner Frau Deborah in die Arbeit mit dem Kinderchor Königskinder Hüttenberg der Evangelischen Freien Gemeinde Hüttenberg ein. Dort treffen sich wöchentlich 130 Kinder zu Proben. Er begleitet den Chor als Pianist, seine Frau dirigiert den Chor. 2019 entstand das Weihnachtsmusical „Willkommen im Stall“. Seit 2021 unterstützt der Verein „sdg (soli deo gloria) e.V.“ diese Arbeit.
Außerhalb Mittelhessens bekannt wurde er durch das Musical „Paul und Gretel – kein Märchen“ über Margarete (Gretel) und Paul Schneider, dem „Prediger von Buchenwald“, das am 1. Juli 2022 in Hüttenberg Premiere hatte. Am 5. November 2023 folgte Gummersbach, da Schneider auch einige Jahre in Nordrhein-Westfalen gewirkt hat und seine Eltern dort geboren wurden. Die Rahmenhandlung des Musicals ist ein Gespräch zwischen Gretel Schneider, einem Passanten und ihren Enkelkindern.

## Privates
Peter Menger und seine Frau Deborah sind beide Mediziner. Sie lernten sich 1995 in einem Chor kennen, heirateten 2001 und bekamen vier Kinder. Die Familie wohnt in Lützellinden.

## Veröffentlichungen
- Ich bin ein Königskind. Lieder von Peter Menger (CD), Gerth Medien, Aßlar 2018
- Ich bin ein Königskind. Lieder von Peter Menger (Songbook), Gerth Medien, Aßlar 2016
- Gemeinsam unterwegs. Neue Lieder für die Gemeinde (CD), Gerth Medien, Aßlar 2019
- Gemeinsam unterwegs. Neue Lieder für die Gemeinde (Songbook), Gerth Medien, Aßlar 2019
- Du bist wunderbar gemacht: Lieder von Peter Menger (CD), Gerth Medien, Aßlar 2020

Musicals
- Ey Mann, Gloria! Kinder-Mini-Musical (CD), Gerth Medien, Aßlar 2016
- Ey Mann, Gloria! Kinder-Mini-Musical (Partitur/Arbeitsheft mit einstimmigen Noten, Akkorden, Sprechertexten und Regieanweisungen), Gerth Medien, Aßlar 2016
- Wir folgen dem Stern (CD), Gerth Medien, Aßlar 2017
- Wir folgen dem Stern (Arbeitsheft), Gerth Medien, Aßlar 2017
- Und er rennt ... (CD), Gerth Medien, Aßlar 2017
- Und er rennt ... (Arbeitsheft zum Kinder-Mini-Musical), Gerth Medien, Aßlar 2017
- Luther: allein Jesus! (CD), mengermusic, Gießen 2019
- Paulus – Ein krasses Leben (CD), Gerth Medien, Aßlar 2019
- Er-wartet. Kinder-Mini-Musical (Doppel-CD), Gerth Medien, Aßlar 2019
- Willkommen im Stall (Kinder-Weihnachtsmusical), Gerth Medien, Aßlar 2020
- David – Ein Leben für den König (CD), mengermusic, Gießen 2022
- Paul & Gretel – kein Märchen (Live-Mitschnitt CD, DVD), 2022
- Zurück zum Vater. Mini-Musical (CD), 2024